# Rally del Messico 2019
Il Rally del Messico 2019, ufficialmente denominato 16º Rally Guanajuato México, è stata la terza prova del campionato del mondo rally 2019 nonché la trentatreesima edizione del Rally del Messico, la sedicesima da quando è entrata a far parte del campionato WRC e la quindicesima con valenza mondiale. La manifestazione si è svolta dal 7 al 10 marzo sugli sterrati polverosi che attraversano gli altopiani dello stato del Guanajuato, al centro del paese centroamericano; le prove speciali si svolsero nel territorio attorno alla città di León, base principale del rally e sede del parco assistenza.
L'evento è stato vinto dal francese Sébastien Ogier, navigato dal connazionale Julien Ingrassia, al volante di una Citroën C3 WRC della squadra ufficiale Citroën Total WRT, davanti alla coppia estone formata da Ott Tänak e Martin Järveoja, su Toyota Yaris WRC della scuderia Toyota Gazoo Racing WRT e a quella britannica composta da Elfyn Evans e Scott Martin, su Ford Fiesta WRC del team M-Sport Ford WRT.
I polacchi Łukasz Pieniążek e Kamil Heller, su Ford Fiesta R5 della squadra M-Sport Ford WRT, hanno invece conquistato la vittoria nella categoria WRC-2 Pro, mentre i messicani Benito Guerra e Jaime Zapata hanno vinto la classe WRC-2, alla guida di una Škoda Fabia R5.

## Risultati

### Classifica
| Pos.      | Nº       | Pilota                  | Co-pilota          | Auto                  | Squadra                 | Classe          | Tempo     | Distacco   | Punti    |
| Generale  | Generale | Generale                | Generale           | Generale              | Generale                | Generale        | Generale  | Generale   | Generale |
| --------- | -------- | ----------------------- | ------------------ | --------------------- | ----------------------- | --------------- | --------- | ---------- | -------- |
| 1.        | 1        | Sébastien Ogier         | Julien Ingrassia   | Citroën C3 WRC        | Citroën Total WRT       | WRC             | 3h37'08"8 |            | 30       |
| 2.        | 8        | Ott Tänak               | Martin Järveoja    | Toyota Yaris WRC      | Toyota Gazoo Racing WRT | WRC             | 3h37'38"2 | +30"2      | 18       |
| 3.        | 33       | Elfyn Evans             | Scott Martin       | Ford Fiesta WRC       | M-Sport Ford WRT        | WRC             | 3h37'57"9 | +49"9      | 15       |
| 4.        | 11       | Thierry Neuville        | Nicolas Gilsoul    | Hyundai i20 Coupe WRC | Hyundai Shell Mobis WRT | WRC             | 3h38'35"0 | +1'27"0    | 15       |
| 5.        | 5        | Kris Meeke              | Sebastian Marshall | Toyota Yaris WRC      | Toyota Gazoo Racing WRT | WRC             | 3h43'14"2 | +6'06"2    | 14       |
| 6.        | 41       | Benito Guerra           | Jaime Zapata       | Škoda Fabia R5        | -                       | RC2 / WRC-2     | 3h52'43"5 | +15'35"5   | 8        |
| 7.        | 42       | Marco Bulacia Wilkinson | Fabian Cretu       | Škoda Fabia R5        | -                       | RC2 / WRC-2     | 3h55'59"5 | +18'51"5   | 6        |
| 8.        | 10       | Jari-Matti Latvala      | Miikka Anttila     | Toyota Yaris WRC      | Toyota Gazoo Racing WRT | WRC             | 3h56'03"9 | +18'55"9   | 4        |
| 9.        | 6        | Dani Sordo              | Carlos del Barrio  | Hyundai i20 Coupe WRC | Hyundai Shell Mobis WRT | WRC             | 3h59'52"1 | +22'44"1   | 4        |
| 10.       | 51       | Ricardo Triviño         | Marc Martí         | Škoda Fabia R5        | -                       | RC2 / WRC-2     | 4h03'29"7 | +26'21"7   | 1        |
| ...       | ...      | ...                     | ...                | ...                   | ...                     | ...             | ...       | ...        | ...      |
| 13.       | 4        | Esapekka Lappi          | Janne Ferm         | Citroën C3 WRC        | Citroën Total WRT       | WRC             | 4h40'48"5 | +1h03'40"5 | 1        |
| WRC-2 Pro |          |                         |                    |                       |                         |                 |           |            |          |
| 1. (11.)  | 21       | Łukasz Pieniążek        | Kamil Heller       | Ford Fiesta R5        | M-Sport Ford WRT        | RC2 / WRC-2 Pro | 4h22'31"1 | +45'23"1   | 25       |
| WRC-2     |          |                         |                    |                       |                         |                 |           |            |          |
| 1. (6.)   | 41       | Benito Guerra           | Jaime Zapata       | Škoda Fabia R5        | -                       | RC2 / WRC-2     | 3h52'43"5 |            | 25       |
| 2. (7.)   | 42       | Marco Bulacia Wilkinson | Fabian Cretu       | Škoda Fabia R5        | -                       | RC2 / WRC-2     | 3h55'59"5 | +3'16"0    | 18       |
| 3. (12.)  | 44       | Alberto Heller          | José Luis Díaz     | Ford Fiesta R5        | -                       | RC2 / WRC-2     | 4h29'50"2 | +37'06"7   | 15       |

| Principali ritiri | Principali ritiri | Principali ritiri | Principali ritiri | Principali ritiri     | Principali ritiri       | Principali ritiri | Principali ritiri | Principali ritiri |
| PS                | Nº                | Pilota            | Copilota          | Auto                  | Squadra                 | Classe            | Causa             | Pos.              |
| ----------------- | ----------------- | ----------------- | ----------------- | --------------------- | ----------------------- | ----------------- | ----------------- | ----------------- |
| PS 2              | 3                 | Teemu Suninen     | Marko Salminen    | Ford Fiesta WRC       | M-Sport Ford WRT        | WRC               | Incidente         | 8º                |
| PS 21             | 89                | Andreas Mikkelsen | Anders Jæger      | Hyundai i20 Coupe WRC | Hyundai Shell Mobis WRT | WRC               | Rottura meccanica | 11º               |

Legenda
| Icona     | Note                                                                                 |
| --------- | ------------------------------------------------------------------------------------ |
| WRC       | Equipaggio di classe WRC che può conquistare punti per il campionato costruttori     |
| WRC       | Equipaggio di classe WRC che non può conquistare punti per il campionato costruttori |
| WRC-2 Pro | Equipaggio registrato al campionato WRC-2 Pro                                        |
| WRC-2     | Equipaggio registrato al campionato WRC-2                                            |
| JWRC      | Equipaggio registrato al campionato Junior WRC                                       |
|           | Ulteriori classificazioni                                                            |

### Prove speciali
| Frazione            | Prova | Ora   | Nome                    | Lunghezza | Vincitori                                                            | Tempo   | Leader del rally                 |
| ------------------- | ----- | ----- | ----------------------- | --------- | -------------------------------------------------------------------- | ------- | -------------------------------- |
| Frazione 1 (7 Mar)  | PS1   | 20:08 | Street Stage GTO        | 1,14 km   | Esapekka Lappi Janne Ferm                                            | 1'00"6  | Esapekka Lappi Janne Ferm        |
| Frazione 2 (8 Mar)  | PS2   | 10:18 | El Chocolate 1          | 31,57 km  | Andreas Mikkelsen Anders Jæger                                       | 23'50"6 | Andreas Mikkelsen Anders Jæger   |
| Frazione 2 (8 Mar)  | PS3   | 11:21 | Ortega 1                | 17,28 km  | Sébastien Ogier Julien Ingrassia                                     | 9'29"0  | Andreas Mikkelsen Anders Jæger   |
| Frazione 2 (8 Mar)  | PS4   | 12:59 | Street Stage León 1     | 1,11 km   | Andreas Mikkelsen Anders Jæger                                       | 1'04"9  | Andreas Mikkelsen Anders Jæger   |
| Frazione 2 (8 Mar)  | PS5   | 15:17 | El Chocolate 2          | 31,57 km  | Sébastien Ogier Julien Ingrassia                                     | 23'35"0 | Sébastien Ogier Julien Ingrassia |
| Frazione 2 (8 Mar)  | PS6   | 16:15 | Ortega 2                | 17,28 km  | Sébastien Ogier Julien Ingrassia                                     | 9'22"3  | Sébastien Ogier Julien Ingrassia |
| Frazione 2 (8 Mar)  | PS7   | 17:18 | Las Minas               | 10,72 km  | Ott Tänak Martin Järveoja                                            | 6'43"4  | Sébastien Ogier Julien Ingrassia |
| Frazione 2 (8 Mar)  | PS8   | 18:58 | V-Power Shell Stage 1   | 2,33 km   | Sébastien Ogier Julien Ingrassia                                     | 1'39"0  | Sébastien Ogier Julien Ingrassia |
| Frazione 2 (8 Mar)  | PS9   | 19:03 | V-Power Shell Stage 2   | 2,33 km   | Ott Tänak Martin Järveoja e Thierry Neuville Nicolas Gilsoul         | 1'38"3  | Sébastien Ogier Julien Ingrassia |
| Frazione 3 (9 Mar)  | PS10  | 08:23 | Guanajuatito 1          | 25,90 km  | Kris Meeke Sebastian Marshall                                        | 17'44"9 | Kris Meeke Sebastian Marshall    |
| Frazione 3 (9 Mar)  | PS11  | 10:06 | Otates 1                | 32,27 km  | Jari-Matti Latvala Miikka Anttila                                    | 24'42"6 | Sébastien Ogier Julien Ingrassia |
| Frazione 3 (9 Mar)  | PS12  | 11:08 | El Brinco 1             | 8,13 km   | Sébastien Ogier Julien Ingrassia e Jari-Matti Latvala Miikka Anttila | 4'40"0  | Sébastien Ogier Julien Ingrassia |
| Frazione 3 (9 Mar)  | PS13  | 14:31 | Guanajuatito 2          | 25,90 km  | Sébastien Ogier Julien Ingrassia                                     | 17'33"6 | Sébastien Ogier Julien Ingrassia |
| Frazione 3 (9 Mar)  | PS14  | 16:29 | Otates 2                | 32,27 km  | Ott Tänak Martin Järveoja                                            | 24'25"2 | Sébastien Ogier Julien Ingrassia |
| Frazione 3 (9 Mar)  | PS15  | 17:38 | El Brinco 2             | 8,13 km   | Ott Tänak Martin Järveoja                                            | 4'36"6  | Sébastien Ogier Julien Ingrassia |
| Frazione 3 (9 Mar)  | PS16  | 19:03 | V-Power Shell Stage 3   | 2,33 km   | Andreas Mikkelsen Anders Jæger                                       | 1'39"4  | Sébastien Ogier Julien Ingrassia |
| Frazione 3 (9 Mar)  | PS17  | 19:08 | V-Power Shell Stage 4   | 2,33 km   | Thierry Neuville Nicolas Gilsoul                                     | 1'38"5  | Sébastien Ogier Julien Ingrassia |
| Frazione 3 (9 Mar)  | PS18  | 19:51 | Street Stage León 2     | 1,11 km   | Dani Sordo Carlos del Barrio                                         | 1'04"4  | Sébastien Ogier Julien Ingrassia |
| Frazione 4 (10 Mar) | PS19  | 09:03 | Alfaro                  | 21,01 km  | Ott Tänak Martin Järveoja                                            | 13'52"6 | Sébastien Ogier Julien Ingrassia |
| Frazione 4 (10 Mar) | PS20  | 10:11 | Mesa Cuata              | 25,07 km  | Ott Tänak Martin Järveoja                                            | 19'18"8 | Sébastien Ogier Julien Ingrassia |
| Frazione 4 (10 Mar) | PS21  | 12:18 | Las Minas (power stage) | 10,72 km  | Sébastien Ogier Julien Ingrassia                                     | 6'30"4  | Sébastien Ogier Julien Ingrassia |

### Power stage
PS21: Las Minas di 10,72 km, disputatasi domenica 10 marzo 2019 alle ore 12:18 (UTC-6).
| Pos. | No. | Pilota           | Co-pilota          | Auto                  | Classe | Tempo  | Distacco | Punti |
| ---- | --- | ---------------- | ------------------ | --------------------- | ------ | ------ | -------- | ----- |
| 1    | 1   | Sébastien Ogier  | Julien Ingrassia   | Citroën C3 WRC        | WRC    | 6'30"4 |          | 5     |
| 2    | 5   | Kris Meeke       | Sebastian Marshall | Toyota Yaris WRC      | WRC    | 6'30"5 | +0"1     | 4     |
| 3    | 11  | Thierry Neuville | Nicolas Gilsoul    | Hyundai i20 Coupe WRC | WRC    | 6'31"0 | +0"6     | 3     |
| 4    | 6   | Dani Sordo       | Carlos del Barrio  | Hyundai i20 Coupe WRC | WRC    | 6'35"3 | +4"9     | 2     |
| 5    | 4   | Esapekka Lappi   | Janne Ferm         | Citroën C3 WRC        | WRC    | 6'35"4 | +5"0     | 1     |

## Classifiche mondiali
Classifica piloti
| Pos. | Pos. | Pilota                  | Punti |
| ---- | ---- | ----------------------- | ----- |
| 1    |      | Ott Tänak               | 65    |
| 2    | 1    | Sébastien Ogier         | 61    |
| 3    | 1    | Thierry Neuville        | 55    |
| 4    |      | Kris Meeke              | 35    |
| 5    | 2    | Elfyn Evans             | 28    |
| 6    | 1    | Esapekka Lappi          | 20    |
| 7    | 1    | Sébastien Loeb          | 18    |
| 8    | 1    | Jari-Matti Latvala      | 14    |
| 9    | 1    | Andreas Mikkelsen       | 12    |
| 10   | N    | Benito Guerra           | 8     |
| 11   | 1    | Gus Greensmith          | 6     |
| 12   | N    | Marco Bulacia Wilkinson | 6     |
| 13   | 2    | Pontus Tidemand         | 4     |
| 14   | 2    | Yoann Bonato            | 4     |
| 15   | N    | Dani Sordo              | 4     |
| 16   | 3    | Ole Christian Veiby     | 2     |
| 17   | 3    | Stéphane Sarrazin       | 2     |
| 18   | 3    | Adrien Fourmaux         | 1     |
| 19   | 3    | Janne Tuohino           | 1     |
| 19   | N    | Ricardo Triviño         | 1     |
| 21   | 4    | Teemu Suninen           | 1     |

Classifica co-piloti
| Pos. | Pos. | Co-pilota              | Punti |
| ---- | ---- | ---------------------- | ----- |
| 1    |      | Martin Järveoja        | 65    |
| 2    | 1    | Julien Ingrassia       | 61    |
| 3    | 1    | Nicolas Gilsoul        | 55    |
| 4    |      | Sebastian Marshall     | 35    |
| 5    | 2    | Scott Martin           | 28    |
| 6    | 1    | Janne Ferm             | 20    |
| 7    | 1    | Daniel Elena           | 18    |
| 8    | 1    | Miikka Anttila         | 14    |
| 9    | 1    | Anders Jæger           | 12    |
| 10   | N    | Jaime Zapata           | 8     |
| 11   | 1    | Elliott Edmondson      | 6     |
| 12   | N    | Fabian Cretu           | 6     |
| 13   | 2    | Ola Fløene             | 4     |
| 14   | 2    | Benjamin Boulloud      | 4     |
| 15   | N    | Carlos del Barrio      | 4     |
| 16   | 3    | Jonas Andersson        | 2     |
| 17   | 3    | Jacques-Julien Renucci | 2     |
| 18   | 3    | Renaud Jamoul          | 1     |
| 19   | 3    | Mikko Markkula         | 1     |
| 19   | N    | Marc Martí             | 1     |
| 21   | 4    | Marko Salminen         | 1     |

Classifica costruttori
| Pos. | Pos. | Squadra                 | Punti |
| ---- | ---- | ----------------------- | ----- |
| 1    |      | Toyota Gazoo Racing WRT | 86    |
| 2    | 1    | Citroën Total WRT       | 78    |
| 3    | 1    | Hyundai Shell Mobis WRT | 77    |
| 4    |      | M-Sport Ford WRT        | 45    |